# جيمي كوكس
جيمي كوكس (بالإنجليزية: Jimmy Cox)‏ هو ملحن وكاتب أغاني أمريكي، ولد في 28 يوليو 1882، وتوفي في 3 مارس 1925.

## وصلات خارجية
- جيمي كوكس على موقع IMDb (الإنجليزية)
- جيمي كوكس على موقع ميوزك برينز (الإنجليزية)
- جيمي كوكس على موقع قاعدة بيانات برودواي على الإنترنت (الإنجليزية)
- جيمي كوكس على موقع قاعدة بيانات برودواي على الإنترنت (الإنجليزية)
- جيمي كوكس على موقع أول ميوزيك (الإنجليزية)
- جيمي كوكس على موقع ديسكوغز (الإنجليزية)